# Экологическая катастрофа на Одре
Экологи́ческая катастро́фа на О́дре в 2022 году — массовая гибель рыбы, бобров и других диких животных в реке Одра на границе Польши и Германии, что вызвало кризис в области здравоохранения и окружающей среды на значительной части Польши и, впоследствии, политический скандал.

## Обнаружение
Гибель рыбы обнаружили местные рыбаки, а не какой-либо регулирующий или испытательный орган. Снимки реки сверху показали беспрецедентный масштаб катастрофы. 11 августа 2022 года волонтёры и рыболовы извлекли не менее 10 тонн мёртвой рыбы из двухсоткилометрового участка реки к северу от Олавы на юго-западе Польши.
Премьер-министр Польши Матеуш Моравецкий был вынужден действовать и в результате уволил нескольких высокопоставленных правительственных чиновников. Это, в свою очередь, вызвало внутренние разногласия в правящей партии «Право и справедливость».

## Экспертизы
Изначально было выдвинуто предположение, что причиной катастрофы стало отравление неизвестным ядовитым веществом. Пробы воды, взятые 28 июля, показали высокую вероятность загрязнения мезитиленом, хотя в более поздних пробах, взятых после 1 августа, этого вещества обнаружено не было. По сообщениям польских СМИ, немецкая лаборатория обнаружила следы ртути, однако польское правительство отрицает, что причиной гибели животных стало отравление ртутью, и утверждает, что их тесты ничего подобного не обнаружили. По словам министра окружающей среды Бранденбурга Акселя Фогеля, результаты лабораторных анализов показывают, что причиной катастрофы могла стать высокая концентрация растворённых солей в воде, но не ртуть.

## Примечание
1. ↑  https://web.archive.org/web/20220812215322/https://spidersweb.pl/2022/08/odra-umiera-od-skazonej-wody.html
2. ↑  Wędkarz znad Odry: "boimy się". Czy poznamy prawdę? (пол.). OnetKobieta (11 августа 2022). Дата обращения: 12 августа 2022. Архивировано 11 августа 2022 года.
3. ↑  Drone views of European river's massive fish kill (англ.). news.yahoo.com. Дата обращения: 12 августа 2022. Архивировано 13 августа 2022 года.
4. 1 2  Strzelecki, Marek. Dead fish in River Oder on Polish/German border spur contamination probe (англ.). Reuters (11 августа 2022). Дата обращения: 11 августа 2022. Архивировано 11 августа 2022 года.
5. ↑  Ten tonnes of dead fish hauled out of polluted River Odra (англ.). www.thefirstnews.com. Дата обращения: 11 августа 2022. Архивировано 11 августа 2022 года.
6. ↑  Tonnes of dead fish pulled from River Oder in Poland as officials warn of possible contamination (англ.). Sky News. Дата обращения: 12 августа 2022. Архивировано 12 августа 2022 года.
7. ↑  Ecological catastrophe (англ.). abcnews.go.com. Дата обращения: 16 августа 2022. Архивировано 12 августа 2022 года.
8. ↑  Senior Polish officials sacked after mass fish die-off in Oder river (англ.). MSN. Дата обращения: 12 августа 2022. Архивировано 13 августа 2022 года.
9. ↑  Wielkie pretensje do wojewodów po zatruciu Odry. GIOŚ nakazał pilne działania. "A oni nie zrobili nic" (пол.). gazetapl. Дата обращения: 12 августа 2022. Архивировано 13 августа 2022 года.
10. ↑  Germany and Poland search for cause of mass fish die-off in river Oder (англ.). Reuters (12 августа 2022). Дата обращения: 12 августа 2022. Архивировано 13 августа 2022 года.
11. ↑  S.A, Telewizja Polska. Mass death of fish in River Oder raises environmental stink (англ.). tvpworld.com. Дата обращения: 11 августа 2022. Архивировано 11 августа 2022 года.
12. ↑  Wiadomo, co zatruło Odrę! SUBSTANCJA ZABÓJCZO NIEBEZPIECZNA DLA LUDZI (пол.). www.planeta.pl. Дата обращения: 16 августа 2022. Архивировано 13 августа 2022 года.
13. ↑  Zatrucie Odry. Dziewięć absurdalnych wątków w tej sprawie (пол.). www.onet.pl. Дата обращения: 12 августа 2022. Архивировано 13 августа 2022 года.
14. ↑  Rtęć w Odrze? Minister środowiska Brandenburgii: za śmierć ryb odpowiadają raczej ładunki soli (пол.). Onet Wiadomości (12 августа 2022). Дата обращения: 12 августа 2022. Архивировано 12 августа 2022 года.